# جيمس جيم دوبين
جيمس جيم دوبين (بالإنجليزية: James C. Dobbin)‏ (و. 1814 – 1857 م) هو سياسي، ومحام من الولايات المتحدة الأمريكية ولد في فاييتفيل، كارولاينا الشمالية.
وهو عضو في الحزب الديمقراطي الأمريكي .

## التعليم
تعلم في جامعة ولاية كارولينا الشمالية في تشابل هيل.